# Madonna del Soccorso (statua)
La Madonna del Soccorso o anche Madonna della mazza è una statua in terracotta invetriata risalente al 1599, opera di Giovanni Maurici e di Giovanni D'Antonio, custodita nella chiesa Madre Santuario di Maria Santissima del Soccorso a Castellammare del Golfo. 
Secondo alcuni studiosi l’opera è ascritta alla scuola di Luca Della Robbia. Si tratta dell'unica statua in maiolica della produzione artistica siciliana giunta ai nostri giorni.

## Storia
Il periodo in cui venne introdotto il culto di Maria Santissima del Soccorso a Castellammare del Golfo non si conosce con certezza, ma si suppone tra la fine del XV secolo e l'inizio del XVI secolo. Il primo fatto storico che ne accerta la presenza è la costruzione nel 1526 della prima chiesa parrocchiale del paese, proprio sotto il titolo di Maria SS. del Soccorso, voluta dall'allora Barone di Castellammare Giacomo Alliata.

antica foto del simulacro della Madonna del Soccorso

Con l'aumento della popolazione alla fine del XVI secolo, questa primitiva chiesa non fu più in grado di contenere i fedeli della Vergine e venne ampliata a spese e per volere del Principe Moncada. Potrebbe trattarsi di Francesco II Moncada (1569-1592), III Principe di Paternò, passato alla storia per essere il mecenate di diversi artisti e letterati.
A questo momento storico è conducibile la realizzazione del prezioso simulacro in maiolica della Vergine del Soccorso. Sarebbe stato proprio il Principe Moncada a commissionare la nuova statua. Ne assunsero l'incarico al prezzo convenuto in onze 40, due bravi artisti del regno Giovanni Maurici e Giovanni D'Antonio. La sacra statua venne realizzata a norma del disegno consegnato dal Principe, con mazza in pugno e con il demonio abbattuto ai piedi della Vergine. L'opera venne compiuta nel mese di giugno del 1599.
Tuttavia, è bene ricordare che nel 1599 accanto alla baronessa Aloisia De Luna non risulta nessun principe, in quanto il marito Cesare Moncada era morto nel 1571 mentre il figlio Francesco era deceduto nel 1592. È bene sottolineare che proprio la baronessa Aloisia De Luna, alla morte del marito, gestì in prima persona il patrimonio del figlio,
dapprima in qualità di tutrice (1571-1583) e poi di procuratrice (1583-1587). Non si conosce quindi con certezza se fu veramente per volere del principe che venne realizzata la nuova statua o fu proprio la stessa Aloisia a commissionarla e portarla a compimento.
Prima della realizzazione di questa pregevole statua, il culto verso la Vergine del Soccorso era già ben radicato a Castellammare ed era già stata intitolata una chiesa in suo onore. Ciò dimostra che doveva essere oggetto di venerazione un'altra sacra effigie. Di fatto non si conosce con certezza se il culto mariano dei castellammaresi originariamente sia stato manifestato figurativamente da una scultura o sia mai esistita una pittura.

## Descrizione

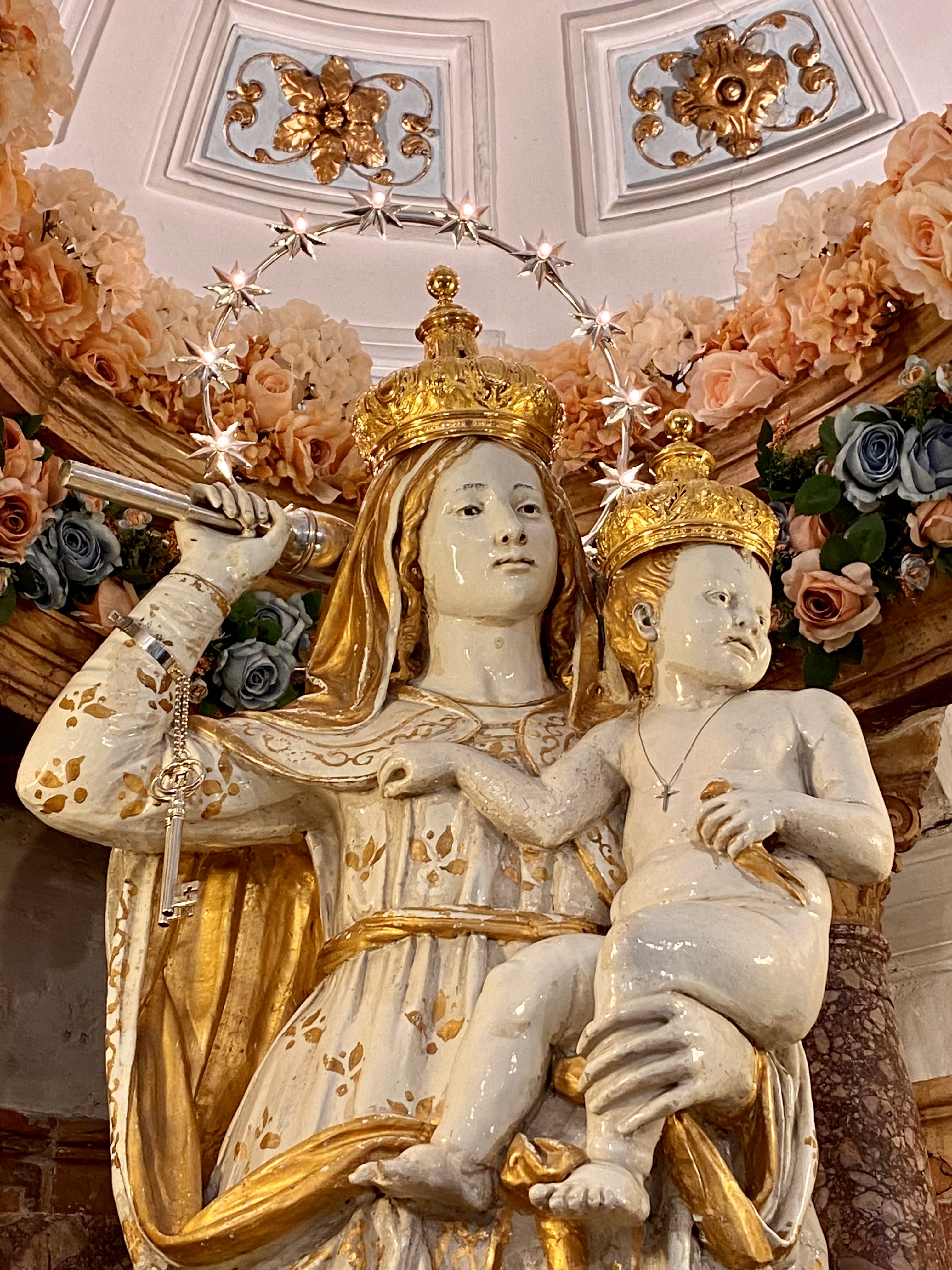
La Vergine e il Bambin Gesù con le corone concesse dal Capitolo Vaticano

Il simulacro in maiolica della Madonna del Soccorso misura circa 165 cm ed è collocato nell'omonima cappella della chiesa madre di Castellammare del Golfo. La Vergine, vestita con una tunica a vita alta tipico dell'arte rinascimentale, tiene sulle spalle un pesante manto dal panneggio ondulato. Entrambe le vesti sono riccamente adornate da motivi decorativi aurei ad imitazione di ricami. Nella veste spiccano elementi gigliati che rappresentano l'innocenza e la purezza, non a caso attributi mariani, mentre nel manto sono presenti stilemi riconoscibili come stelle che fanno riferimento a Colei che viene definita Stella maris. 
La Vergine dalla fluente chioma bionda ricoperta dal tradizionale velo, con il braccio sinistro regge il nudo Bambin Gesù che a sua volta con la mano destra cerca protezione aggrappandosi al seno materno mentre con la mano sinistra tiene un uccellino, simbolo dell'anima cristiana. Lo sguardo del Bambin Gesù non si rivolge affatto alla Madre ma è completamente fissato fuori campo, verso destra per chi si pone dinanzi la statua. Entrambi tengono sul capo due artistiche corone mentre la Vergine è inoltre incoronata da un'aureola di dodici stelle.
L'elemento iconografico distintivo della Madonna del Soccorso di Castellammare si ritrova nel braccio destro alzato, che impugna la mazza d'argento con la quale è volta a colpire il male in difesa dei suoi figli, nell'opera rappresentati da un bambina che ai piedi della Vergine cerca protezione, rifugiandosi tra le pieghe del Suo manto.

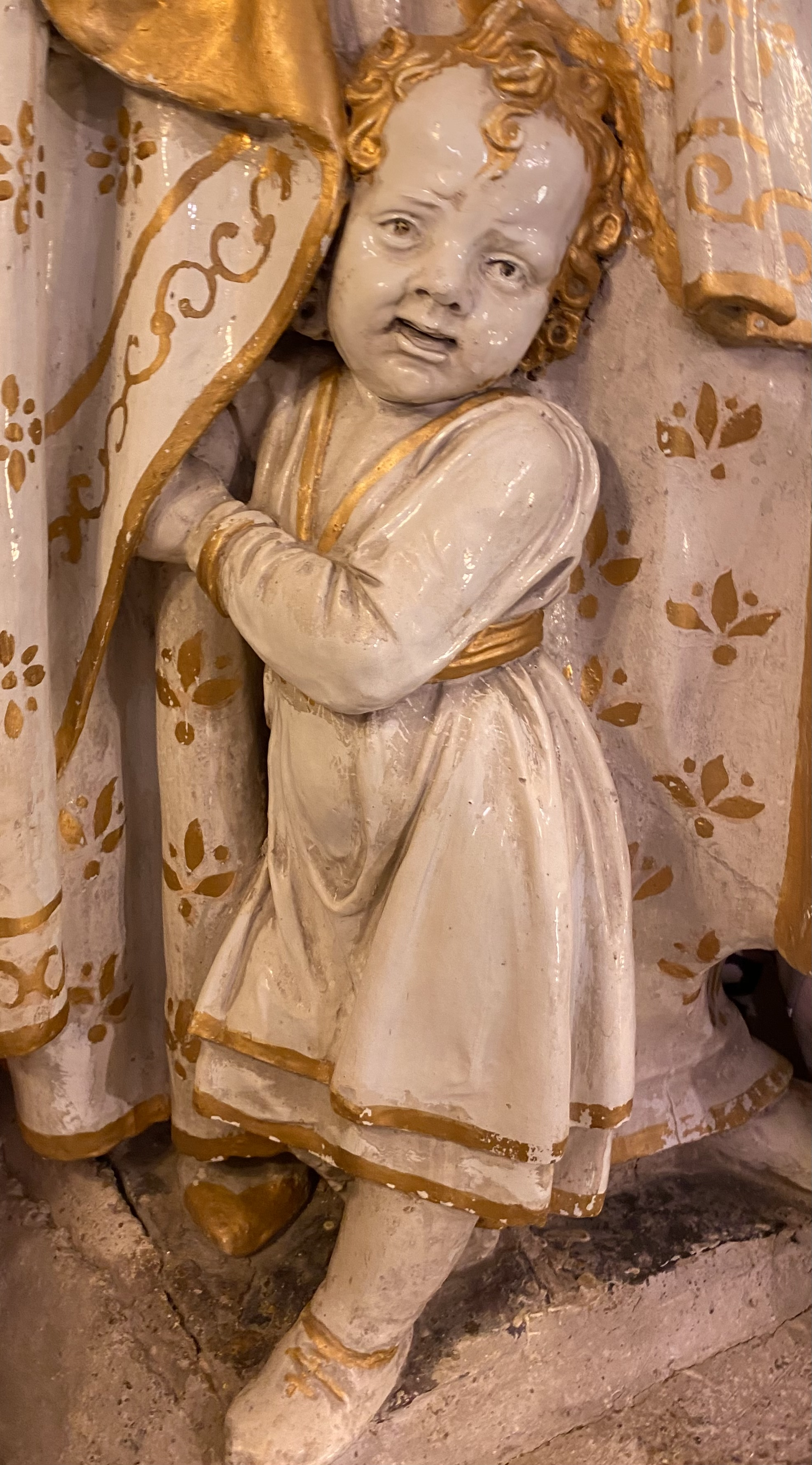
Cinniredda

La tradizione attribuisce a questa bambina il nome di Cinniredda ovvero colei che è cosparsa di cenere, quindi di peccati. Cinniredda diventa dunque, colei che rappresenta il popolo di Castellammare che ai piedi di Maria cerca rifugio e protezione. Si suppone inoltre, che ai piedi della Vergine fosse rappresentato un serpente, simbolo del male, oggi non più presente a causa di alcuni danneggiamenti.

## Curiosità
- Il simulacro della Vergine del Soccorso di Castellammare del Golfo rappresenta un importante unicum nella produzione artistica siciliana in terracotta invetriata, un'opera isolata ma estremamente significativa di quella che fu la maestria e la perizia della maestranza maiolicare dell'isola anche in una realizzazione che si differenzia dalle tipologie di manufatti notoriamente conosciuti come tipici di questi maestri (vasellame vario, mattonelle murali, pavimenti), ma il suo interesse storico-artistico è dato anche dalla particolare decorazione arricchita da dorature, decisamente più tipica delle opere marmoree. É significativo ricordare che non esistono altre statue in maiolica in tutta la Sicilia. A Trapani, tuttavia, nella chiesa di Santa Maria di Gesù esiste un'opera simile, ma si tratta di un bassorilievo raffigurante la Madonna degli Angeli (XV secolo) attribuita al maestro fiorentino Andrea Della Robbia.

Statua lignea della Madonna del Soccorso che viene portata in processione il “21 agosto”

- Vista la delicatezza dell'opera, in seguito ad alcuni danneggiamenti arrecati alla base della statua, si decise di cementarla nell'omonima cappella. Si pensa che il serpente rappresentato ai piedi della Vergine, citato dal sacerdote Carollo nel suo libro sulla Chiesa Madre, sia andato perduto in seguito a questi danneggiamenti. Non è escluso che questo prezioso simulacro sia stato portato in processione prima del 1791, anno in cui venne commissionata dal sacerdote Camillo Montalto la realizzazione di una nuova statua da portare in processione il 21 agosto. Statua lignea della Madonna del Soccorso che viene portata in processione il “21 agosto”La nuova statua in legno, venne scolpita a Trapani nel 1784 da un certo scultore Mazarese al costo di 8 onze. Potrebbe verosimilmente trattarsi di un’opera del trapanese Giuseppe Mazzarese (1755-1847), valente restauratore nonché pittore copista e ritrattista. Questa statua, imbarcata su un veliero al porto di Trapani, raggiunse Castellammare nel 1791.[7] Esiste una terza statua che annualmente viene utilizzata per la processione a mare il 19 agosto. Quest’ultima commissionata nel 2017 per interessamento di Salvatore Pampalone a modello della precedente statua in cartapesta realizzata nel 1907 da Vito Pampalone.

- Nel 1798 Papa Pio VI concesse le indulgenze e il Capitolo Vaticano le corone auree che vennero affidate al vescovo di Mazara del Vallo monsignor Orazio Della Torre. L'incoronazione solenne avvenne il 16 settembre 1798 e fu preceduta da una grande festa.[8] A questo importante avvenimento è dovuta la realizzazione delle colonne e della ghirlanda floreale che sovrastano la Vergine del Soccorso. L'originale ghirlanda floreale con putti che venne fatta realizzare a Roma, fu rubata nell'estate del 2007. Il simulacro della Madonna, dunque, ne rimase privo per ben 14 anni fin quando un'associazione culturale che opera a Castellammare si è impegnata nel far realizzare ad ex novo una nuova ghirlanda consegnata l'8 dicembre 2021. La nuova ghirlanda è stata commissionata dall’associazione culturale, guidata dal suo presidente Nicolò Lentini, tramite raccolta fondi avvenuta a seguito di diverse iniziative come l’invenzione di un nuovo dolce chiamato “cappiddazzo” che si collega al nome dell’opera (cappello ligneo). L’opera è stata realizzata a Partanna nel laboratorio d’arte Teri.[9]
- Sino agli anni 60 del XX secolo la statua della Vergine veniva sempre “velata” da un grande e sontuoso velo bianco preziosamente ricamato con fili d’oro. Il simulacro veniva “svelato” solo in determinate occasioni (triduo di agosto, feste solenni ecc.). Per lo “svelamento” si celebrava un particolare rito. I castellammaresi, dunque, potevano vedere la propria patrona poche volte l’anno.